# Milú Villela
Pour les articles homonymes, voir Villela.
Milú Villela, de son nom complet Maria de Lourdes Egydio Villela, née en 1943, est une psychologue, chef d'entreprise et philanthrope brésilienne. Elle est nommée ambassadrice de bonne volonté de l'Unesco en 2004, et dirige depuis 1994 le Musée d'art moderne de São Paulo. Elle est par ailleurs vice-présidente de Itaúsa, une holding chapeautant un conglomérat brésilien.

## Biographie
Milú Villela est la fille de Sousa Aranha et d'Eudoro Libânio Villela, lui-même appartenant à une famille de riches banquiers brésiliens
Elle fait ses études à l'Université pontificale catholique de São Paulo.
Divorcée, elle a élevé ses deux neveux dont les parents sont morts dans un accident d'avion. Sa fortune personnelle est évaluée par Forbes à un milliard de dollars en 2015, ce qui la classe au 1741e rang mondial.